# 安達賴區
安達賴區（西班牙語：Distrito de Andaray），是秘魯的一個區，位於該國南部阿雷基帕大區的康德蘇約斯省，始建於1857年1月2日，面積847.56平方公里，海拔高度3,050米，2005年人口808，人口密度每平方公里0.95人。